# CAME
CAME S.p.A. ist eine italienische, weltweit agierende Unternehmensgruppe im Bereich Automatisierung, Zugangskontrolle und Sicherheit für den privaten, gewerblichen und öffentlichen Sektor mit Sitz in Dosson di Casier in der Provinz Treviso.

## Geschichte
Das Unternehmen wurde 1972 von Paolo Menuzzo gegründet, der heute Präsident der Holdinggesellschaft der CAME Gruppe ist. Das Unternehmen begann mit der Herstellung von Antrieben für automatische Tore und baute seine Produktbereiche über die Jahre sukzessive aus. In den 1980er Jahren erlebte es eine Expansion, zunächst in Italien und dann in Europa. In den 1990er Jahren begann das Unternehmen mit der Produktion von Automatisierungen für Türen und Tore für den Wohn- und Industriebereich und mit den ersten Produktlinien für die Zugangskontrolle im öffentlichen Raum.
Im Jahr 2004 erwarb CAME das französische Unternehmen Urbaco, das im Bereich der automatisch versenkbaren Poller und Lösungen für die Stadtplanung tätig ist (1983 Patent für das Versenken von Pollern). Seit 2005 arbeitet Andrea Menuzzo zusammen mit seinem Vater an der Spitze des Unternehmens als Geschäftsführer und entwickelt die Internationalisierung der Gruppe durch die Eröffnung von Niederlassungen in Europa, Amerika und Asien sowie durch die Akquisition von Distributoren in verschiedenen Auslandsmärkten. Im Jahr 2011 wurde das 1953 gegründete Unternehmen BPT (Brevetti Plozner Torino) erworben, das sich auf die Bereiche Videosprechtechnik, Haustechnik und Homeautomation spezialisiert hat. Im Jahr 2012 erwarb CAME Tochtergesellschaften in Südafrika, Dubai, Deutschland und Großbritannien und erreichte eine Marktexpansion nach Indien. 2013 erhielt CAME den Ernst & Young Award for Family Business. Im Jahr 2014 übernahm CAME das spanische Unternehmen Parkare, das im Bereich automatischer Parksysteme und Parkscheinautomaten tätig ist.
CAME wurde von der Expo Milano 2015 als Technologiepartner für die Zutritts- und Zufahrtskontrolle aller Eingänge und Einfahrten ausgewählt und bekam zudem einen Ausstellungsraum (CameEXperience), der in Zusammenarbeit mit dem Museo aziendale Massimo Bianchi (Keyline) und dem Museo Etnografico della Provincia di Belluno eingerichtet wurde. Mit dem für die Expo Milano 2015 entwickelten Zutrittskontrollsystem gewann die Trevisaner Gruppe den Smau Innovation Award für digitale Innovationen italienischer Unternehmen und öffentlicher Verwaltungen. Ein Jahr später wurde GO, ein friaulisches Unternehmen, das sich auf die Entwicklung, Produktion und Installation von Sektionaltoren für den Privat- und Industriebereich spezialisiert hat, übernommen. 2019 erwarb CAME das 1974 gegründete türkische Unternehmen Özak, das im Bereich Zufahrtskontrolle, Zutrittskontrolle und Personenvereinzelung spezialisiert ist. Aufgrund der Terror-Anschläge vom 14. Juli 2016 in Nizza und dem daraufhin entwickelten Sicherheitskonzept wurde CAME URBACO damit beauftragt, die Promenade des Anglais mit feststehenden und versenkbaren Hochsicherheitspollern abzusichern. 2017 gewann CAME den Brand Identity Grand Prix für die neue Corporate Identity und nach dem Erfolg der EXPO 2015 erhielt die CAME Gruppe im Jahr 2017 den Zuschlag für das Park- und Zutrittskontrollsystem der Astana Expo 2017.

## Unternehmensgruppe
Die CAME Unternehmensgruppe umfasst die Marken CAME, CAME BPT, CAME URBACO, CAME PARKARE, CAME GO und CAME ÖZAK, die aus spezialisierten Produktionsunternehmen hervorgegangen sind, welche in die Unternehmensgruppe integriert wurden. Das Produktportfolio umfasst Automatisierungslösungen für Tore und Türen, Schranken, Drehkreuze und Drehsperren, Hausautomations- und Einbruchmeldeanlagen, Video-Türsprechanlagen, Thermostate, Sektionaltore für Wohn- und Industriebereiche, Parksysteme und Parkscheinautomaten, sowie Verkehrspoller und Hochsicherheitspoller. Ein weiterer Geschäftsbereich ist die Projekt- und Lösungsentwicklung für Großprojekte im urbanen Bereich. Die Gruppe umfasst sieben Produktionsstätten. In Treviso, Sesto al Reghena (Pordenone), Spilimbergo (Pordenone), Avignon (Frankreich), Barcelona (Spanien), London (England) und Kocaeli (Türkei), hat 1.700 Mitarbeiter, Vertriebs-Niederlassungen in 21 Ländern und ist mit Geschäftspartnern und Händlern in 118 Ländern aktiv.